# Вардарска Македония
Вижте пояснителната страница за други значения на Македония.
Вардарска Македония е названието на частта от географската област Македония, окупирана от Сърбия през 1912 г. и останала в състава ѝ след Балканските войни и Първата световна война. Обхваща поречието на река Вардар и притоците ѝ.
Цялата територия на Вардарска Македония и част от същинска югоизточна Сърбия попадат в териториалния обхват на Вардарската бановина. На територията и за периода 1851 – 1940 г. (за времето на Османската империя и Кралство Югославия) са изградени едва 5,8% обществени обекти като училища, болници, правителствени сгради. Между 1941 и 1950 г. (в Царство България и след 1944 г. в Социалистическа република Македония) са изградени общо 9,1% от обществените сгради, а до разпада на СФР Югославия – 82,9%. След демократичните промени и създаването на Република Северна Македония са построени останалите 2,2% от общия брой обществени сгради.
След Втората световна война на по-голямата част от територията на Вардарска Македония се обособява отделна съюзна република в рамките на Югославия. След получаване на независимост през 1991 г. на нейна територия възниква независимата Република Северна Македония.